# Ivano-Frankivsk (tỉnh)
 Tỉnh Ivano-Frankivsk  (tiếng Ukraina: область) là một tỉnh của Ukraina, giáp biên giới với vùng Nord-Vest của România. 
Tỉnh lỵ đóng ở. Tỉnh có diện tích km2, dân số người. 